# Les Guerriers d'Abel
Saint Seiya : Les Guerriers d'Abel (聖闘士星矢  真紅の少年伝説, Saint Seiya: Shinku no shônen densetsu, Saint Seiya : La légende de la jeunesse écarlate) est le troisième film d'animation des cinq basés sur la série télévisée d'animation, Les Chevaliers du Zodiaque. Il est sorti le 23 juillet 1988 et a été réalisé par les studios Toei Animation.
En France, le film est diffusé le 17 mars 1991 sur La Cinq.

## Résumé
Le film commence sur une scène des plus idylliques : Saori est allongée au pied d’un arbre en fleur dans un magnifique décor de Printemps, elle est vêtue comme à son habitude de sa légère robe blanche et semble goûter aux plaisirs naturels.
Une silhouette apparaît, on distingue nettement dans son ombre trois silhouettes agenouillées, il s’agit d’un homme de très haute taille aux cheveux et aux yeux bleus. Il se présente à Saori le sourire aux lèvres : « Je suis le fils du dieu le plus puissant. J’aide ceux qui font appel à moi ». Saori lui rend son sourire et lui répond alors : « Alors tu es Abel, mon frère. » Cette scène assez touchante de retrouvailles est violemment interrompue par un retour sur Dohko véritable prophète des malheurs dans Saint Seiya qui lève la tête en lâchant avec une peur évidente « Alors tu as décidé d'apparaître ! ».
Après la bande annonce du film une musique très douce nous accompagne aux côtés d’Abel et de Saori qui jouissent ensemble des plaisirs simples de la nature : on les voit s’amuser à patauger dans un étang sans prendre garde à mouiller leurs habits et s’émerveiller comme des enfants devant la nage d’une truite qui suit le cours d’un léger torrent.
L’entente entre le frère et la sœur semble vraiment parfaite, ils semblent tous deux communier dans l’amour de la vie pour elle-même et cette scène touchante s’achève quand Abel dépose une fleur dans les cheveux de Saori comme le ferait un amoureux (!!??) en été. Toute cette touchante candeur s’évanouit dès les premières phrases du monologue d’Abel qui explique à Saori en fixant une tasse de café qu’il est revenu sur Terre pour la chercher elle. En effet la Terre va bientôt être détruite de façon à punir les hommes de leurs péchés. Abel présente cet apocalypse à venir comme la répétition du déluge orchestré par Zeus dans les temps mythiques pour punir l’humanité, il ne se présente absolument pas comme l’auteur de cette punition à cette époque. Il semble d’ailleurs le regretter et reconnaît que ses paroles sont terribles. Saori ne manifeste aucune réaction tout au long de ce monologue. Arrivent alors Seiya, Shiryû, Hyôga et Shun qui interpellent Saori à la manière d’un enfant qui demande à un camarade de venir jouer avec lui. Les guerriers d’Abel s’interposent alors et les chevaliers adoptent une position défensive. Les premiers se présentent comme étant Atlas, Bélanger et Jao du signe du Léopard, celui-ci complimente d’ailleurs Seiya sur son courage devant « le douzième palais. » Aphrodite et Camus (traduit Camille dans la VF) font alors leur apparition suivis de Saga, Shura et Masque de Mort à peine visibles.
Ils expliquent que Abel leur a rendu la vie, dans la scène qui suit Abel joue de la Lyre au milieu d’une sorte de mausolée et les chevaliers d’or défunts émergent de leurs tombeaux. Atlas leur annonce que désormais ils assureront conjointement la garde de Abel et Athéna. Aphrodite en rajoute « Désormais ce n’est pas la peine de traîner dans nos jambes ! Si vraiment vous avez envie de continuer à vous battre, nous pouvons vous cataloguer comme des rebelles. »
Seiya ne l’admet évidemment pas et après une très brève passe d’armes avec Atlas il se retrouve à manger le bois de l’escalier du chalet de Saori. Abel arrête Atlas car la violence gratuite lui fait horreur puis Athéna confirme sa disgrâce à Seiya.
Shiryû se rend alors chez son vieux maître pour recueillir des informations, celui-ci présente Abel comme le fils du dieu le plus puissant qui serait le maître du soleil et aurait par ses ambitions provoqué la colère de Zeus et d’Apollon. Retour ensuite sur les chevaliers qui s’interrogent sur leur avenir professionnel maintenant qu’ils ont été reniés. Hyôga souligne que Athéna est une déesse avant tout et qu’à ce titre il y a un fossé entre elle et les mortels. Seiya ne peut y croire car il s’est battu pour elle.
De leur côté Athéna et Abel semblent jouir d’une grande félicité en dépit du mutisme de Saori à tel point qu’Abel fait signe à ses sbires de s’éloigner. Le regard de Saori change alors et elle saisit son sceptre puis concentre son cosmos. Abel bien que pris au dépourvu brûle un cosmos de couleur verte qui renverse sans aucune difficulté celui d’Athéna. Il s’avance alors vers sa sœur, la dominant du haut de ses 2 mètres « Explique moi ? Pourquoi es-tu contre moi ? » Saori n’a pas le temps de répondre à cette question que son frère libère contre elle son cosmos, ce qui la fait s’évanouir. Elle demande alors pardon à ses chevaliers pour sa défaite et ses yeux se ferment. Camus et Shura se précipitent alors et sont bloqués par les guerriers d’Abel. Celui-ci leur dit d’ailleurs « vous n’avez pas l’air de comprendre ce que je ressens ». Le combat est d’une éloquente brièveté : Bélanger et Jao déclenchent leurs attaques sur Camus et Shura qui y ripostent et n’en semblent pas très affectés mais ce n’était qu’une diversion pour permettre à Atlas de déclencher sa technique depuis les airs.
Au même moment les bronzes se rendent compte de la mort d’Athéna qu’ils accueillent avec un certain fatalisme. Shura et Camus s’écroulent, leurs armures fissurées de partout. Abel, penché sur Athéna verse une larme sur la joue de sa sœur et délivre une réplique particulièrement intéressante : « Athéna, ma bien-aimé petite sœur, même si ton corps de chair et de sang disparait parce que je n’aurais pas su le protéger, ton esprit, lui, est assuré de vivre éternellement. » On a vraiment l’impression qu’il a levé la main sur elle sur l’ordre d’une volonté supérieure à la sienne et à contrecœur. Un personnage cornélien que cet Abel.
L’action commence alors vraiment : Seiya, venu chercher Saori est accueilli par Atlas qui lui souhaite la bienvenue dans le temple de Corona. Le duel qui suit est assez rapide : Atlas utilise deux fois son attaque sur Seiya, elle consiste en une explosion en deux temps à l’intérieur du corps de son adversaire. Seiya est rapidement mis hors de combat. Nous retrouvons alors Shun, Hyôga et Shiryû qui ne se préoccupent pas vraiment d’Athéna. Leur but est de « convaincre » Abel de ne pas détruire l’humanité sans avoir à lever la main sur lui car cela reviendrait au pire des sacrilèges. Premier et dernier exemple de respect envers les dieux dans Saint Seiya.
Shiryû ouvre les hostilités en rencontrant Masque de Mort, le Dragon prend assez vite l’avantage en utilisant l’eau pour déclencher la colère du Dragon. Sa deuxième offensive reste cependant sans effet car Masque de Mort, qui rappelle (dans une réplique traduite de façon infâme) qu’une attaque déjà montrée ne marche pas deux fois, parvient à bloquer son coup et déclenche contre lui les Vagues d’Hadès.
Dans le Seikishiki, Masque de Mort, véritable voix du scénariste, explique qu’Athéna n’est pas encore tout à fait morte : son âme s’achemine vers la « fontaine jaune » guidée par la volonté d’Abel et quand elle y sera tombée elle intégrera le royaume que celui-ci a préparé pour elle mais ne sera plus qu’une marionnette entre les mains de son frère.
Ayant obtenu suffisamment d’informations Shiryû déclenche la colère du Dragon particulièrement puissante sur Masque de Mort « nous verrons bien laquelle de nos conceptions de la Justice triomphera. » Il est alors ramené dans le monde des vivants, juste à temps pour être mis hors de combat par Bélanger.
Le tour de Shun arrive, il avance dans un temple orné de roses, se sentant coupable de la mort d’Aphrodite. Celui-ci apparaît et soutient (contrairement au manga) qu’il ne respecte rien plus que la beauté. Shun déclenche la tempête d’Andromède sur le chevalier d’or qui l’ayant déjà vu connaît la parade : il se laisse entraîner par le courant nébulaire et quand il est suffisamment proche de Shun parvient à lui enfoncer une rose blanche dans le cœur.
Après quelques répliques de la part de Shun, Aphrodite lance une seconde rose blanche qui est anéantie par le Phénix.
Ikki retire alors la rose blanche du cœur de Shun puis lance l’illusion du Phénix sur Aphrodite. Celui-ci se voit nu, admirant son reflet dans l’eau puis il se forme de corail rouge. Ikki lance alors les ailes du Phénix contre lesquelles Aphrodite reste superbement immobile puis se relève avec une rose blanche dans le cœur. Ikki lui dit de ne pas bouger s’il ne veut pas mourir, ce qui laisse planer un doute sur la mort d’Aphrodite dans le film. Ikki et Shun sont alors mis hors de combat par Atlas qui joue les inspecteurs des travaux finis.
Hyôga est confronté à Abel qui lui demande de construire un cercueil de glace de façon à cryogéniser le corps d’Athéna, rendant ainsi hommage à sa beauté.
Bélanger engage le combat contre Hyôga, sa technique consiste à utiliser ses cheveux comme un filet vidant l’adversaire de son énergie, technique précédemment utilisée contre Camus. La poussière de diamant est dans un premier temps inefficace contre ce guerrier du dieu soleil. Hyôga refuse d’abdiquer, il a alors une réminiscence de sa mère en observant sa croix polaire et lance le tonnerre de l’aube après s’être débarrassé de ses scrupules « Les dieux que vénéraient mes parents n’étaient certainement pas semblables à Abel ! »
Bélanger est littéralement submergé par la poussière de diamants et son corps explose intégralement quand la glace se brise. Hyôga est encore vaillant.
Dans un temple nous retrouvons Saga qui ranime le courage de Seiya. Il constate en effet qu’avec « une force de ce genre tu ne pourras pas faire grand mal à Abel » et lui révèle qu’Athéna s’est sacrifiée pour eux, pour leur éviter une bataille.
Puis petite leçon de psychologie : pour sublimer son cosmos il faut toujours garder l’idée de la victoire, en d’autres termes l’espoir.
Après une première Explosion Galactique très bien réalisée, Seiya affronte Saga. Celui-ci déclenche l'Explosion Galactique mais les météores anéantissent la supernova de Saga et le blessent gravement. Saga dit à Seiya « tu as atteint le niveau maximum ! Ton cosmos ne peut plus se sublimer davantage ! »
Seiya comprend que Saga a donné sa vie pour lui redonner la foi et part vers le temple d’Abel quand Jao l’arrête. Saga menace Jao permettant à Seiya de passer.
Les deux guerriers déclenchent leurs attaques et Saga entraîne Jao vers le ciel à une vitesse hallucinante qui les fait littéralement brûler. Saga meurt après Jao en confiant Athéna à Seiya.
Seul Atlas leur barre la route désormais. Sur un chant très militaire celui-ci va utiliser son attaque fétiche plusieurs fois pour mettre à nouveau Seiya, Hyôga et Shun hors de combat !
Seul Shiryû oppose une certaine résistance mais il est vaincu à son tour.
L’attaque d’Atlas est d’une remarquable efficacité et son cosmos semble lui permettre de parer les coups ou de les encaisser.
Il demande à Abel de lui pardonner pour le sang qui le souille tandis qu’Athéna s’approche de plus en plus de la fontaine jaune de concert avec des âmes défuntes.
Les armures d’or interviennent alors : celle du Sagittaire pour Seiya, du Verseau (intacte !) pour Hyôga et de la Balance pour Shiryû.
Ils attaquent alors ensemble Atlas de façon peu loyale : Hyôga et Shiryû l’attaquent en effet sur le côté gauche et le côté droit tandis que Seiya déclenche la comète de Pégase contre lui.
Atlas dont l’attaque comme la défense ont été inefficaces s’écroule alors à terre, transpercé.
Il ne reste plus qu’Abel qui envoie son cosmos sur Hyôga et Shiryû mis instantanément hors de combat en dépit de leurs armures d’or. On ne les reverra pas avant le générique de fin du film.
Seiya continue donc seul et lance l’offensive sur Abel. Il se produit alors un phénomène que nous n’observons pas avec Eris : tous les coups de Seiya lui sont renvoyés de façon automatique.
Seiya n’en continue pas moins de frapper Abel malgré les avertissements de celui-ci : « tu ne comprends pas, tu t’attaques à un dieu ! Ca ne peut pas marcher (…) plus tu enflammeras ton cosmos plus sa puissance te frappera ! »
Seiya se retrouve assez vite K.O malgré la relative passivité d’Abel qui ne prend guère l’offensive. Pégase commence à désespérer tandis que Saori est sur le point de tomber dans la fontaine jaune. On a alors la preuve de leur amour : Seiya affiche un certain fatalisme vis-à-vis du destin de la Terre mais refuse de perdre Saori.
Celle-ci entend le cri de Pégase au moment précis où elle tombe dans la fontaine jaune mais elle est secourue in extremis par un cosmos sacré qui doit être la projection de celui de Seiya.
Saori se relève alors sous les yeux rageurs d’Abel et vient remercier Seiya, reconnaissant que sa bêtise la rend maintenant indigne d’être Athéna.
Abel rendu furieux par cette résurrection reproche à Saori de ne pas avoir accepté son destin et déclenche le processus de destruction du monde. Les volcans entrent en éruption et des raz-de-marée déferlent des montagnes sur les villes. Abel commence alors à parler au nom des dieux « Les dieux ont déjà rendu leur jugement ! » ce à quoi Athéna répond qu’il ne possède pas les critères qui permettent de parler aux dieux, les « vrais dieux » ne devant parler que de paix et d’amour. Abel commence à sortir de ses gonds et menace Athéna « Athéna ! Tu sais parfaitement que tu n’aurais jamais dû reparaître sur cette planète qui de toute façon est condamnée. Alors tu vas disparaître avec elle ! »
Seiya qui s’est relevé arrête Abel en pointant la flèche d’or du Sagittaire sur lui. Les paroles d’Abel à ce moment sont des plus intéressantes pour la compréhension de ce personnage et des dieux en général : « Les forces du mal qui se dirigent contre moi vont se retourner contre celui qui attente à ma vie. En d’autres termes, je n’ai rien à craindre car je suis le fils du dieu le plus puissant… non en fait je suis le dieu le plus puissant et quiconque lève la main sur moi commet un crime ! »
Ce qui est intéressant c’est que Abel pense profondément que son cosmos le protégera tant qu’il défendra la bonne cause, la cause de Dieu en quelque sorte, mais en même temps il pense pouvoir surpasser ce dernier ! C’est donc lui qui commet un crime !
Seiya embrase son cosmos et de longues secondes passent avant que le décor ne change, la défaite d’Abel est plus le fait d’Abel lui-même que de Seiya.
En effet à mesure que son cosmos décroît Abel s’interroge « Pourquoi toute la haine que je ressentais pour celui qui a tenté d’attenter à ma vie a-t-elle soudainement disparu ? Se pourrait-il que je sois prêt à lui pardonner et à le reconnaître comme mon égal ? »
Abel n’est peut-être jamais aussi proche de la divinité qu’en ce moment car il comprend qu’un dieu doit pardonner mais il s’y refuse au dernier moment et son cosmos s’éteint tandis que pour la première fois il projette son cosmos pour détruire Seiya !
Le cosmos protecteur d’Abel s’éteint au même moment et Seiya dont tout le corps est tendu pour bander son arc décoche la flèche du Sagittaire qui atteint Abel en plein cœur !
De sa blessure s’échappe un cosmos vert de plus en plus important mais il ne veut pas croire à sa fin : « Je suis Abel ! Je suis le dieu suprême ! » Il tombe finalement et tandis que son cosmos s’échappe de son corps il est enseveli par son temple. Un dernier détail est là pour nous rappeler que Abel n’était pas un dieu mauvais : le dernier vestige de son temple est une gravure de marbre le représentant assis dans l’herbe avec Athéna comme lorsqu’au début du film ils jouissaient du bonheur d’être réunis…
Finalement, une fois n’est pas coutume, le mot de la fin revient à Dohko qui n’a pas bougé des cinq pics : « Le soleil se lève et se couche mais le soleil rouge qui ne s’éteint jamais, lui, a été terrassé par la jeunesse de ce monde. » Ce soleil rouge était-il Apollon ou Hélios, le mystère reste entier mais Abel par ce film tu es immortalisé !

## Fiche technique
- Chara Designer : Shingo Araki
- Décors : Tadao Kubota
- Auteur/Créateur : Masami Kurumada
- Scénariste : Yoshiyuki Suga
- Réalisateur : Shigeyasu Yamauchi

## Doublage français
- Éric Legrand : Seiya
- Marc François : Shiryû, Hyôga, Dohko
- Michel Vigné : Ikki, Atlas
- Serge Bourrier : Shun, Shura, Masque de Mort
- Virginie Ledieu : Saori Kido, Shunrei
- Daniel Lafourcade : Camus, Jaow
- Nicolas Marié : Abel
- Thierry Bourdon : Saga, Aphrodite
- Éric Etcheverry : Bélanger/Berenice